# Лопатинский, Юрий Демьянович
Юрий Демьянович Лопатинский (укр. Юрій Дем'янович Лопатинський; псевдонимы — «Калина», «Шейк», 12 апреля 1906 — 16 ноября 1982) — деятель украинского националистического движения в период Второй Мировой войны, старшина в батальоне «Нахтигаль», заключённый концлагеря Заксенгаузен, подполковник УПА.

## Биография
Родился в семье священника в Тернополе. В 1926 окончил Академическую гимназию во Львове. Учился на юридическом факультете Львовского университета. С ранних лет член УВО и ОУН, школьный товарищ будущего главы УПА Романа Шухевича. С 1929 изучал два года право во Львове, потом медицину во Франции и Австрии. Принимал участие в высших старшинских курсах для членов ОУН в Германии.
Осенью 1938 года нелегально пересёк польско-чехословацкую границу и направился в Закарпатье, где активно участвовал в формировании войсковой организации Карпатская Сечь. Член штаба в звании лейтенанта, командир подстаршинской школы в Хусте.
Весной 1939 года оборонял Карпатскую Украину от венгров. Потерпев поражение, попал в плен. По просьбам немецких дипломатов венгры отпустили Лопатинского из плена.
Летом 1939 вступил в Военные отряды националистов под руководством полковника Романа Сушко, принимал участие в Польской кампании. После раздела Польши переехал в Краков, где принимал участие во II Большом сборе ОУН в Кракове (31.03-3.04.1941).
Весной 1941 года вступил в батальон Нахтигаль. Занимал должность начальника медслужбы. Был награждён Железным Крестом. В июле 1941 года, узнав про аресты руководства ОУН(б), Роман Шухевич направил в адрес верховного командования вермахта письмо, в котором указал, что «в результате ареста нашего правительства и лидера легион не может больше оставаться под командованием немецкой армии».
13 августа «Нахтигаль» получил приказ передислоцироваться в Жмеринку, где на железнодорожном вокзале солдат разоружили (оружие вернули в конце сентября), оставив при этом личное оружие офицерам. После этого под охраной немецкой жандармерии их перевезли в Краков, а оттуда — в Нойхаммер (современный Свентошув в Польше), куда батальон прибыл 27 августа.
21 октября 1941 года украинские личные составы «Нахтигаля» и «Роланда» были объединены в одно подразделение — 201-й батальон охранной полиции. К концу октября 1941 года батальон был перебазирован во Франкфурт-на-Одере, где с 25 ноября с его членами началось заключение индивидуальных контрактов на службу в германской армии сроком на 1 год — с 1 декабря 1941 по 1 декабря 1942 г. Лопатинский был одним из 15 человек, отказавшихся продолжить военную службу у нацистов. Уехал в Берлин. Исполнял функции курьера по особым поручениям руководства ОУН. Был арестован 23 апреля 1943 года. В августе 1943 года помещен в концлагерь Заксенхаухен.
20 октября 1944 года был выпущен на свободу. В своих показаниях от 19 сентября 1946 года офицер «Абверкоманды 202» Зигфрид Мюллер утверждал, что Лопатинский после освобождения продолжил сотрудничество с немецкими спецслужбами. Он был одним из трёх человек, которых по словам Мюллера инструктировал Бандера и передал через них в штаб УПА приказ об активизации подрывной работы в тылу Красной Армии.
27 декабря 1944 года как курьер от ЗП УГВР и ОУН  в составе спецгруппы десантирован с немецкого самолёта в районе Калуша. Вел переговоры с главным командованием польской Армии Крайовой в деле перемирия.
После Второй мировой войны изначально проживал в Мюнхене, включился в работу 3Ч ОУН (до 1948), ЗП УГВР. В 1947 стал заместителем руководителя Миссии УПА за границей, 1949 возглавил Военный центр при ЗП УГВР, руководил подготовкой курьеров УГВР на Украину (1949— 1952). С 1952 жил в США. Возглавлял Объединение бывших воинов УПА, работал в дирекции «Пролога». В 1975 году стал соучредителем и членом издательского комитета «Летопись УПА» (Торонто, Канада). Был женат на Анне Прокопович («Лида Тульчин»), бывшей курьеркой центра ОУН. Умер 16 ноября 1982 от сердечного приступа в городе Гантер (США). Похоронен 20 ноября на кладбище Саут-Баунд-Брук.